# Mariko Asabuki
Mariko Asabuki (jap. 朝吹 真理子, Asabuki Mariko; * 19. Dezember 1984 in Tokio) ist eine japanische Schriftstellerin.

## Leben und Werk
Mariko Asabuki wurde als Tochter des Kenners der französischen Literatur und Dichter Ryōji Asabuki (朝吹 亮二; * 1952) geboren. Ihre Großtante war die Schriftstellerin und Übersetzerin Asabuki Tomiko (朝吹 登水子; 1917–2005). Mariko machte ihren Master-Abschluss an der Keiō-Universität, brach aber ihre Doktorarbeit ab.
Für ihr erstes Werk Ryūzeki (流跡, Spuren in der Strömung, 2009) wurde Asabuki 2010 mit dem Bunkamura Prix des Deux Magots ausgezeichnet. Im gleichen Jahr erschienen Ieji (家路, Heimweg) und Kiko to wa (きことわ). Für Letzteres erhielt sie 2010 neben Kenta Nishimura den Akutagawa-Preis.
Der Schwerpunkt ihrer schriftstellerischen Tätigkeit liegt heute im Bereich des Essay.